# KTVU
KTVU est une station de télévision américaine située à Oakland (Californie) servant la Baie de San Francisco appartenant à Fox Television Stations et affiliée au réseau Fox.
KTVU a été lancé le 3 mars 1958 en tant que station indépendante. Au début des années 1980, elle est devenue une superstation en étant distribué par le câblodistributeur Cox, mais devant la compétition de WTBS, WGN et WOR, elle est redevenue locale. Le 9 octobre 1986, elle s'est affiliée au tout nouveau réseau Fox.

## Télévision numérique terrestre
| Canal virtuel | Image | Ratio | Programmation                          |
| ------------- | ----- | ----- | -------------------------------------- |
| 2.1           | 720p  | 16:9  | Programmation principale WTVU / FOX HD |
| 2.2           | 480i  | 4:3   | LATV                                   |
| 2.3           | 480i  | 16:9  | Movies!                                |
| 2.4           | 480i  | 4:3   | Buzzr (en)                             |

KTVU diffuse aussi un signal de télévision mobile sous le nom de "KTVU MB".